# 都電雑司ヶ谷停留場
都電雑司ヶ谷停留場（とでんぞうしがやていりゅうじょう）は、東京都豊島区南池袋三丁目にある東京都交通局都電荒川線（東京さくらトラム）の停留場である。駅番号はSA 26。

## 歴史
- 1925年（大正14年）11月12日：王子電気軌道大塚駅前 - 鬼子母神前間開業時に雑司ヶ谷停留場として開業。
- 1942年（昭和17年）2月1日：王子電気軌道が東京市に買収され、東京市電（現・東京都電車）早稲田線（現・荒川線）の停留場となる。
- 1944年（昭和19年）：戦時体制により早稲田線の営業を休止[3]。
- 1946年（昭和21年）7月10日：早稲田線の営業を再開[4]。
- 2008年（平成20年）6月14日：東京メトロ副都心線雑司が谷駅の開業に伴い、都電雑司ヶ谷停留場に改称[5]。

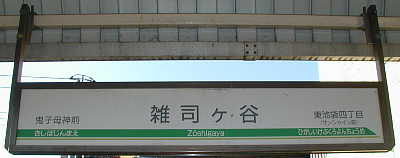
改称前の駅名標（2004年12月）
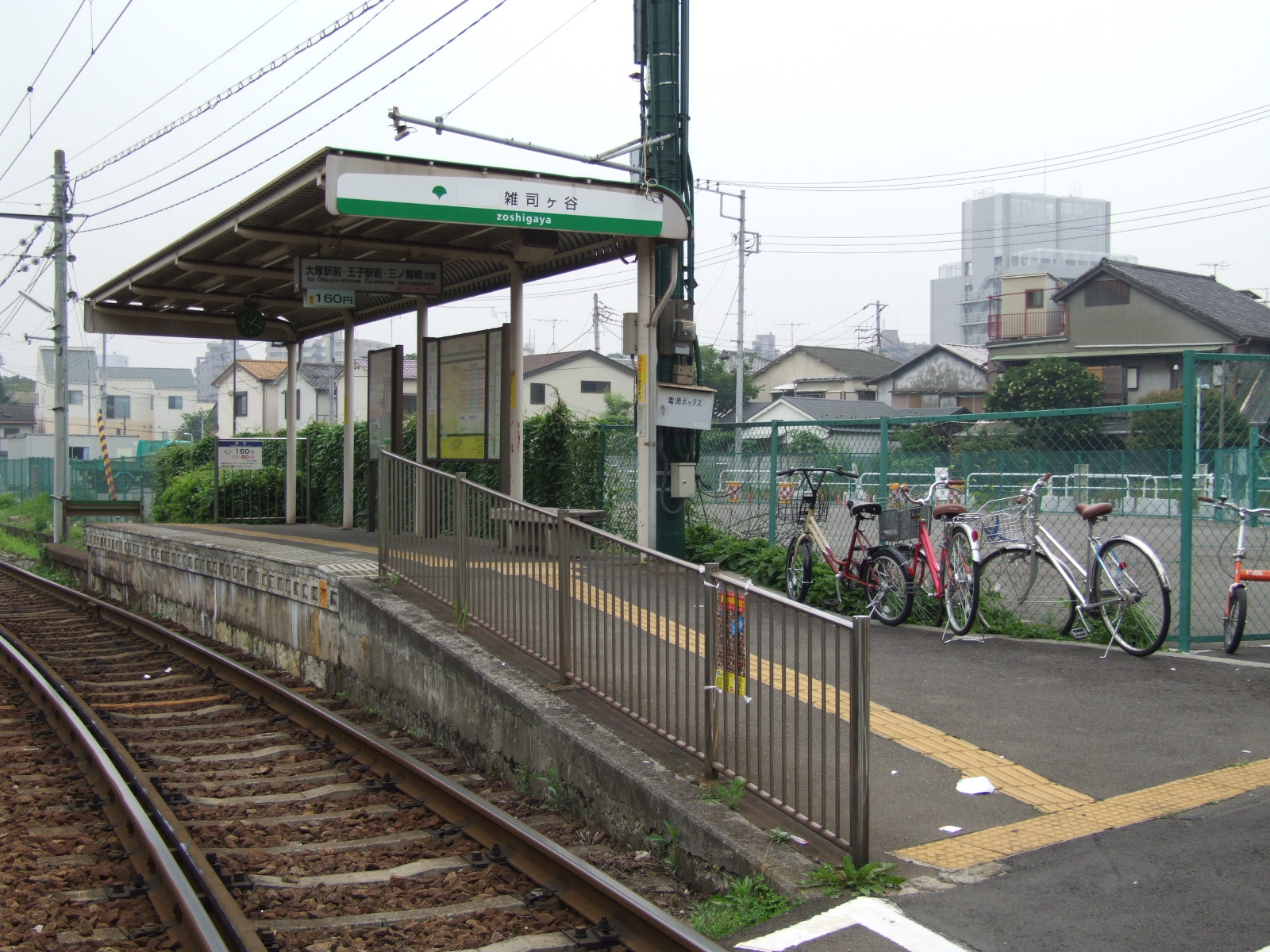
改称直前の三ノ輪橋方面行のりば（2008年6月） 改称を控え、「都電」の部分がステッカーで隠されている

## 停留場構造
相対式ホーム2面2線を有する。
| 乗車ホーム | 路線                            | 方向 | 行先         |
| ---------- | ------------------------------- | ---- | ------------ |
| 西側       | 都電荒川線 （東京さくらトラム） | 上り | 三ノ輪橋方面 |
| 東側       | 都電荒川線 （東京さくらトラム） | 下り | 早稲田方面   |

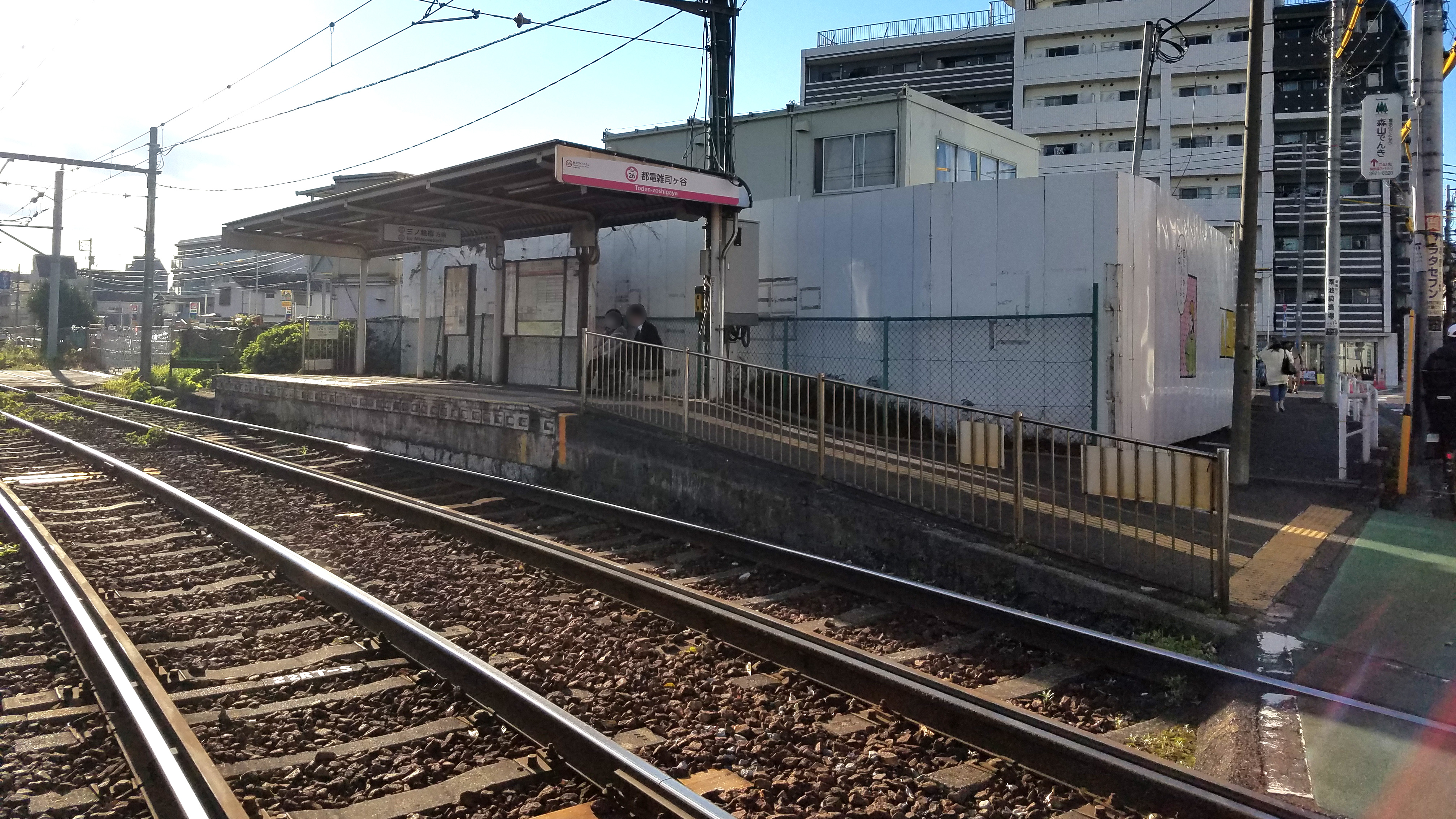
三ノ輪橋方面ホーム（2018年12月）
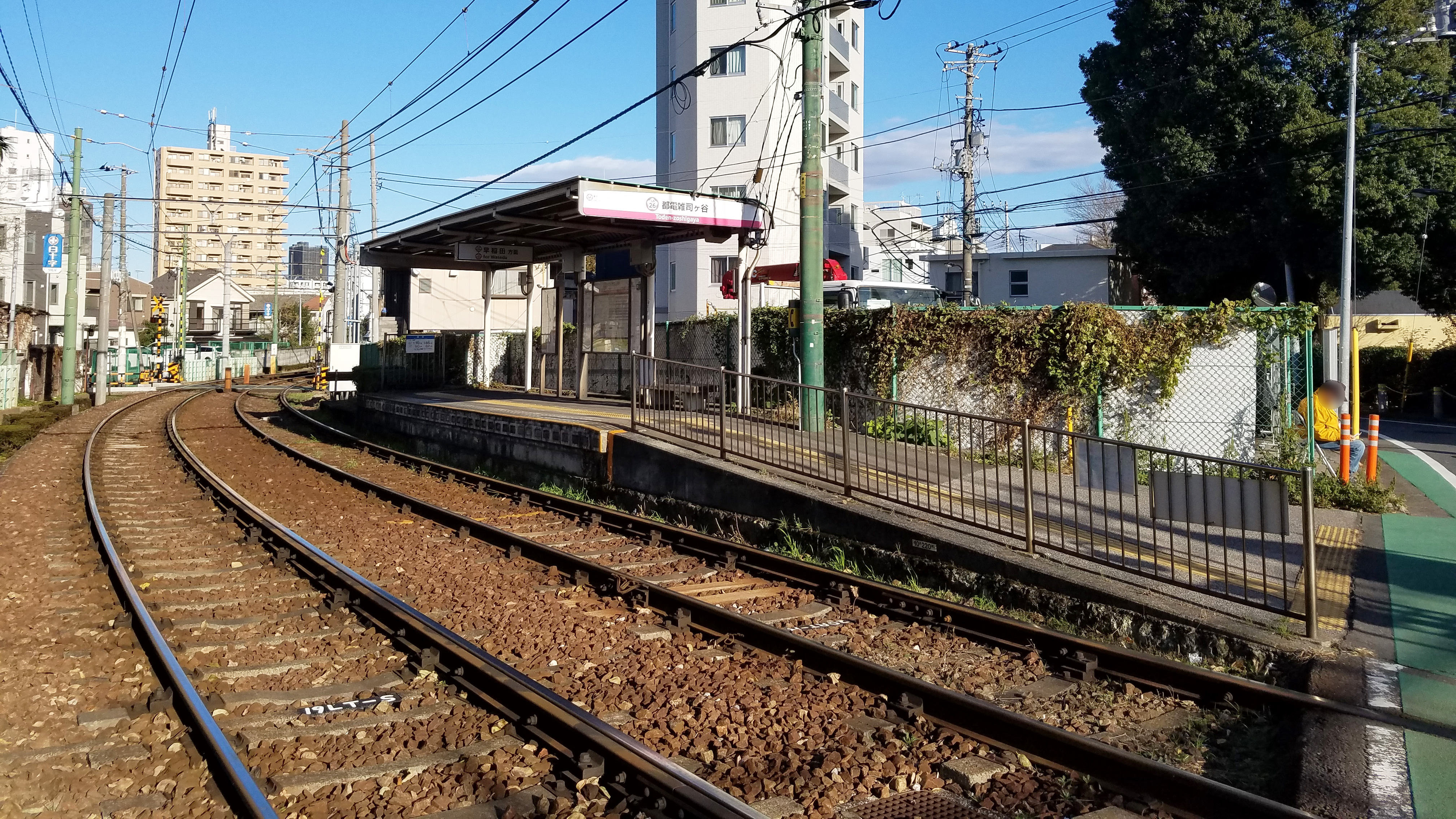
早稲田方面ホーム（2018年12月）

## 停留場周辺
東京メトロ副都心線の雑司が谷駅は、当停留場ではなく南隣の鬼子母神前停留場において接続する。
- 雑司ヶ谷霊園
- 東京メトロ有楽町線東池袋駅 - 東池袋四丁目停留場の方が近いが、雑司ヶ谷霊園へのアクセス駅として徒歩圏内である[6]。
- 旧雑司が谷宣教師館
- 豊島区役所
- 東通り - 池袋駅東口方面（西武池袋線西武南口まで約700メートル）
- 農民運動全国連合会

## 隣の停留場
東京都交通局
 都電荒川線（東京さくらトラム）
東池袋四丁目停留場 (SA 25) - 都電雑司ヶ谷停留場 (SA 26) - 鬼子母神前停留場 (SA 27)